# Homilita
La homilita es un mineral de la clase de los silicatos, que pertenece al grupo de la gadolinita. Recibe su nombre del término griego de "darse juntos", en alusión a su asociación con la melifanita y el erdmannita.

## Características químicas
La morimotoíta es un silicato de fórmula química Ca2Fe2+B2Si2O10. Fue aprobada como especie válida por la Asociación Mineralógica Internacional en 1876. Cristaliza en el sistema monoclínico. Su dureza en la escala de Mohs oscila entre 5 y 5,5.
Según la clasificación de Nickel-Strunz, la morimotoíta pertenece a "09.AJ: Estructuras de nesosilicatos (tetraedros aislados), con triángulos de BO3 y/o B[4], tetraedros de Be[4], compartiendo vértice con SiO4" junto con los siguientes minerales: grandidierita, ominelita, dumortierita, holtita, magnesiodumortierita, garrelsita, bakerita, datolita, gadolinita-(Ce), gadolinita-(Y), hingganita-(Ce), hingganita-(Y), hingganita-(Yb), melanocerita-(Ce), minasgeraisita-(Y), calcibeborosilita-(Y), stillwellita-(Ce), cappelenita-(Y), okanoganita-(Y), vicanita-(Ce), hundholmenita-(Y), proshchenkoïta-(Y) y jadarita.

## Formación y yacimientos
Fue descubierta en Stokkøya, a Langesundsfjorden, Larvik, en el condado de Vestfold, Noruega. También ha sido descrita en otros lugares del mismo condado noruego; en Tre Croci, en Vetralla (Lacio, Italia); en la mina Arschitza, en Iacobeni, en el distrito de Suceava (Rumania); y en la mina Moss, en el municipio de Filipstad (Värmland, Suecia).